# トゥーリー
トゥーリー (Two Lea) は、アメリカ合衆国で生産・調教されたサラブレッドの競走馬、および繁殖牝馬。競走馬としてはおもに3歳時と6歳時に活躍し、繁殖入り後には名馬ティムタムなどの母となった。1982年にアメリカ競馬殿堂入りしている。

## 経歴
1946年にカルメットファームで生まれた馬である。父は名種牡馬ブルリー、母は1936年のケンタッキーオークスの勝ち馬トゥーボブという良血の生まれであった。カルメットファームからはブルリー産駒の活躍馬が多数出ており、後にトゥーリーもそのうちの1頭となった。
競走馬デビューは2歳となった1948年。この頃、トゥーリーの脚には蹄の近くの骨に大きな腫瘍ができており、これのせいで調教が思うように行かず、デビュー戦を迎えることが出来たのは8月になってからであった。初戦となったワシントンパーク競馬場の未勝利戦は3着、続いて出走したベルモントパーク競馬場でも3着と、平凡なスタートであった。3戦目の未勝利戦を4馬身差をつけて勝ち、この年の競走を終えた。
3歳シーズン、トゥーリーは4月の一般戦から始動し、ステークス競走を含む7戦で6勝という好成績を残した。クレオパトラハンデキャップでは同年のケンタッキーオークス勝ち馬のウィストフルに勝ち、アートフルステークスでは1947年の全米最優秀3歳牝馬バットホワイノットをコースレコードで破るなど、その内容も濃いものであった。この年、トゥーリーはウィストフルとともに最優秀3歳牝馬に選出された。
1950年、4歳になったトゥーリーは牡馬との対戦も積極的に行っていた。サンタアニタマーチュリティでは前年のケンタッキーダービー馬のポンダーと対戦して2着、サンタアニタハンデキャップでは三冠馬サイテーションとイギリスからの移籍馬ヌーアを相手に3着に健闘するが、結局このシーズンは牡馬の強豪を相手に勝ちを挙げることはできなかった。しかし5戦して2勝、アーカディアハンデキャップやサンタマルガリータハンデキャップでの勝ち星が評価され、同年の最優秀古牝馬に選ばれた。
この後、トゥーリーはデビュー前から患っていた脚部不安が再発したことにより、5歳シーズンを全休する22ヶ月もの休養期間に入った。再度の出走は、6歳になった1952年の5月からであった。復帰初戦の一般戦を5着、次走で2年4ヶ月ぶりの勝利を得た。この後のトゥーリーは充実した成績を残し、ヴァニティハンデキャップでは再びウィストフルを破り、ハリウッドゴールドカップでは牡馬を相手にしながら優勝している。
同年10月のベイメドウズハンデキャップ2着を最後に引退、繁殖入りした。

## 引退後
故郷のカルメットファームで繁殖入りして8頭の競走馬を産み、そのうち3頭がステークス競走勝ちを収めている。その産駒のうち、ティムタム（父トムフール）は1958年のアメリカ二冠馬になるなど際立った活躍を見せ、後にトムフール・トゥーリーと共に親子での殿堂入りを果たしている。
また、ブルックリンハンデキャップなどに勝ったオンアンドオン（父ナスルーラ）は種牡馬としても活躍し、1968年のアメリカ二冠馬フォワードパスや、アリダーなどG1馬3頭の母となった名牝スウィートトゥースなどの父となった。
日本にはティムタムの全妹モンアンジュの子孫スイートフランスがシンボリ牧場に輸入されており、代を経てセイウンスカイがクラシック制覇を達成している。
1973年、トゥーリーは27歳で死亡した。その遺骸はカルメットファームに埋葬されている。1982年トゥーリーはアメリカ競馬名誉の殿堂博物館によって、殿堂馬の一頭として選定された。

## 評価

### 主な勝鞍
1948年（2歳）　3戦1勝
1949年（3歳）　7戦6勝
プリンセスドリーンステークス、クレオパトラハンデキャップ、アートフルステークス
2着 - モデスティステークス
1950年（4歳）　5戦2勝
サンタマルガリータハンデキャップ、アーカディアハンデキャップ
2着 - サンタアニタマーチュリティ、ミレイディハンデキャップ
1952年（6歳）　11戦6勝
ヴァニティハンデキャップ、ハリウッドゴールドカップ、ラモナハンデキャップ、チルドレンズホスピタルハンデキャップ、サンマテオハンデキャップ
2着 - ベイメドウズハンデキャップ

### 年度代表馬
- 1949年 - 最優秀3歳牝馬（ウィストフルと同時受賞）
- 1950年 - 最優秀古牝馬

### 表彰
- 1982年 - アメリカ競馬名誉の殿堂博物館に殿堂馬として選定される。
- 1999年 - ブラッド・ホース誌の選ぶ20世紀のアメリカ名馬100選において、第77位に選ばれる。

## 血統表
| トゥーリーの血統                 | トゥーリーの血統                                  | トゥーリーの血統                                  | （血統表の出典）                                  | （血統表の出典） |
| 父系                             | テディ系                                          | テディ系                                          | テディ系                                          | [ § 2 ]          |
| 父 Bull Lea 1935 黒鹿毛 アメリカ | 父の父Bull Dog 1927 黒鹿毛 フランス               | Teddy                                             | Ajax                                              | Ajax             |
| 父 Bull Lea 1935 黒鹿毛 アメリカ | 父の父Bull Dog 1927 黒鹿毛 フランス               | Teddy                                             | Rondeau                                           |                  |
| 父 Bull Lea 1935 黒鹿毛 アメリカ | 父の父Bull Dog 1927 黒鹿毛 フランス               | Plucky Liege                                      | Spearmint                                         | Spearmint        |
| 父 Bull Lea 1935 黒鹿毛 アメリカ | 父の父Bull Dog 1927 黒鹿毛 フランス               | Plucky Liege                                      | Concertina                                        |                  |
| 父 Bull Lea 1935 黒鹿毛 アメリカ | 父の母Rose Leaves 1916 黒鹿毛 アメリカ            | Ballot                                            | Voter                                             | Voter            |
| 父 Bull Lea 1935 黒鹿毛 アメリカ | 父の母Rose Leaves 1916 黒鹿毛 アメリカ            | Ballot                                            | Cerito                                            |                  |
| 父 Bull Lea 1935 黒鹿毛 アメリカ | 父の母Rose Leaves 1916 黒鹿毛 アメリカ            | Colonial                                          | Trenton                                           | Trenton          |
| 父 Bull Lea 1935 黒鹿毛 アメリカ | 父の母Rose Leaves 1916 黒鹿毛 アメリカ            | Colonial                                          | Thankful Blossom                                  |                  |
| 母 Two Bob 1933 栗毛 アメリカ    | 母の父The Porter 1915 鹿毛 アメリカ               | Sweep                                             | Ben Brush                                         | Ben Brush        |
| 母 Two Bob 1933 栗毛 アメリカ    | 母の父The Porter 1915 鹿毛 アメリカ               | Sweep                                             | Pink Domino                                       |                  |
| 母 Two Bob 1933 栗毛 アメリカ    | 母の父The Porter 1915 鹿毛 アメリカ               | Ballet Girl                                       | St. Leonards                                      | St. Leonards     |
| 母 Two Bob 1933 栗毛 アメリカ    | 母の父The Porter 1915 鹿毛 アメリカ               | Ballet Girl                                       | Cerito                                            |                  |
| 母 Two Bob 1933 栗毛 アメリカ    | 母の母Blessings 1925 鹿毛 アメリカ                | Chicle                                            | Spearmint                                         | Spearmint        |
| 母 Two Bob 1933 栗毛 アメリカ    | 母の母Blessings 1925 鹿毛 アメリカ                | Chicle                                            | Lady Hamburg                                      |                  |
| 母 Two Bob 1933 栗毛 アメリカ    | 母の母Blessings 1925 鹿毛 アメリカ                | Mission Bells                                     | Friar Rock                                        | Friar Rock       |
| 母 Two Bob 1933 栗毛 アメリカ    | 母の母Blessings 1925 鹿毛 アメリカ                | Mission Bells                                     | Sanctuary                                         |                  |
| 母系(F-No.)                      | 23号族(FN:23-b)                                   | 23号族(FN:23-b)                                   | 23号族(FN:23-b)                                   | [ § 3 ]          |
| 5代内の近親交配                  | Spearmint：S4×M4 = 12.50%, Cerito：S4×M4 = 12.50% | Spearmint：S4×M4 = 12.50%, Cerito：S4×M4 = 12.50% | Spearmint：S4×M4 = 12.50%, Cerito：S4×M4 = 12.50% | [ § 4 ]          |
| 出典                             | 1. 2. 3. 4.                                       | 1. 2. 3. 4.                                       | 1. 2. 3. 4.                                       | 1. 2. 3. 4.      |